# Petra Moroder
Petra Moroder (Bolzano, 3 luglio 1968) è un'ex sciatrice freestyle italiana, specialista delle gobbe, specialità in cui è stata vicecampionessa mondiale nel 1993.

## Biografia
In Coppa del Mondo esordì il 8 dicembre 1986 a Tignes (11ª) e ottenne il primo podio il 9 gennaio 1988 a Mont Gabriel (2ª).
In carriera partecipò a tre edizioni dei Giochi olimpici invernali, Albertville 1992 (11ª nelle gobbe), Lillehammer 1994 (22ª nelle gobbe) e Nagano 1998 (22ª nelle gobbe), e a quattro dei Campionati mondiali, vincendo una medaglia.

## Palmarès

### Mondiali
- 1 medaglia:
  - 1 argento (gobbe a Altenmarkt-Zauchensee 1993)

### Coppa del Mondo
- Miglior piazzamento in classifica generale: 16ª nel 1988
- 7 podi (tutti nelle gobbe):
  - 2 secondi posti
  - 5 terzi posti